# Berglopen (Limburg)
Berglopen is het ronddwalen door de ondergrondse kalksteengroeven (ook wel mergelgroeven genoemd) in Zuid-Limburg en omgeving.
De beoefenaars van deze bezigheid worden berglopers genoemd. De motivatie van veel berglopers is vooral gelegen in het verkennen en ontdekken van het onderaardse landschap. Voor veel berglopers zijn de mergelgroeven ook een sociale ontmoetingsplaats.

## De bergloper als onderzoeker
Onderzoek kan bestaan uit het inventariseren en systematisch vastleggen van oude inscripties en tekeningen, de kartering van de oude gangenstelsels in combinatie met moderne digitale technieken.
Onderzoek naar oude bergtekens, de primitieve boekhouding op muren van de hoeveelheid gebroken blokken mergel, het onderzoek naar de graafrichting om zo de ontstaansgeschiedenis van de stelsels vast te leggen. Archiefonderzoek naar de exploitatiegegevens, eigendomsregistratie, persoonsgegevens van blokbrekers, mijnbouwkundige technieken, het historische gebruik.
Onderzoek kan bestaan uit een eenvoudige notitie op papier of een wetenschappelijke ouderdomsbepaling van de houtskooltekeningen met behulp van de C14-datering. Onderzoek kan bestaan uit het maken van een eenvoudige schets van een klein gangenstelsel of het karteren van de gangen met behulp van een theodoliet en laserafstandmeter en het verwerken van de data in moderne geografische informatiesystemen.
Jaarlijks vinden er in het kader van het vleermuisonderzoek tellingen van overwinterende vleermuizen plaats. Ander onderzoek dat plaatsvindt in de mergelgroeven betreft geologisch onderzoek en metingen van de stabiliteit van de gangenstelsels en onderzoek naar kunsthistorische aspecten en datering van houtskooltekeningen uit de Middeleeuwen zoals eerder genoemd.

## De bergloper als uitstervend ras
Door de nieuwe mijnbouwwetgeving wordt het berglopen bemoeilijkt. De provincie Limburg is verantwoordelijk geworden voor het toezicht op de veiligheid van de mergelgroeven. Omdat de provincie verantwoordelijk is voor de veiligheid in de mijnen bemoeilijkt men de toegang tot de mijnen door het opzetten van een vergunningenstelsel of het afsluiten van het stelsel met zware hekwerken. Voorts eist de provincie Limburg dat er eerst een onderzoek plaatsvindt naar de veiligheid en de stabiliteit van de gangenstelsels alvorens anderen er mogen vertoeven. Berglopen is feitelijk vaak een illegale activiteit en kan, vanwege de kans op verdwalen en instortingen, gevaarlijk zijn. In augustus 1993 zijn twee jongens van 16 en 17 jaar in de Keerderberggroeve bij Cadier en Keer om het leven gekomen bij een stiekem bezoek aan de groeve; toen ze midden in de grot de zaklamp kwijtraakten, zijn ze na enkele dagen door onderkoeling en uitdroging gestorven.